# 하루 (2017년 영화)
"하루"는 2017년에 개봉한 대한민국의 영화이다.
매일 눈을 뜨면 딸이 사고를 당하기 2시간 전을 반복하는 남자가 어떻게 해도 바뀌지 않는 시간에 갇힌 또 다른 남자를 만나 그 하루에 얽힌 비밀을 추적해 나가는 미스터리 스릴러 작품이다.

## 캐스팅
- 김명민 : 김준영 역
- 변요한 : 이민철 역
- 유재명[1] : 이강식 역
- 조은형 : 김은정 역
- 신혜선 : 미경 역
- 임지규 : 용선 역
- 김채연 : 희주 역
- 장대웅 : 동수 역
- 유성안 : 김 경위 역
- 김예준 : 이하루 역
- 이유하 : 여승무원 역
- 한희정 : 석훈 모 역
- 박민수 : 석훈 역
- 고상호 : 기자 1 역
- 최은선 : 기자 2 역
- 남경민 : 톨게이트 직원 역
- 윤정로 : 사거리 행인 역
- 이도엽 : 구급대팀장 역
- 김영성 : 렉카기사 역
- 양원석 : 일방통행 운전자 역
- 장인호 : 빌라남자 역
- 이애리 : 후배의사 역
- 명석근 : 과거의사 역
- 박정원 : 과거간호사 역
- 조승연 : 중환자실간호사 역
- 동석윤 : 근처병원의사 역
- 고다연 : 통신사직원 역
- 김선경 : 산부인과의사 역
- 김영환 : 경찰 1 역
- 황인무 : 경찰 2 역
- 이주한 : 경찰 3 역
- 박건률 : 경찰 4 역
- 정찬배 : 뉴스앵커 1 역
- 이승민 : 뉴스앵커 2 역
- 최윤정 : 은정닮은아이 1 역
- 최정은 : 은정닮은아이 2 역
- 김용희 : 구두가게 직원 역
- 김추리 : 옷가게 직원 역
- 서임철 : 용선가족들 역
- 한연희 : 용선가족들 역
- 신석용 : 용선가족들 역
- 여귀순 : 용선가족들 역
- 윤상섭 : 용선가족들 역
- 서윤하 : 용선가족들 역
- 차성제 : 용선가족들 역
- 고연아 : 용선가족들 역
- 김양원 : 준영 대역
- 문용승 : 강식 대역
- 김나리 : 미경 대역